# Sungacha
Sungacha (Сунгача) (tiếng Trung: 松阿察河; bính âm: Sōngàchá Hé, Hán Việt: Tùng A Sát hà) là một dòng sông tạo thành một đoạn biên giới giữa Nga và Trung Quốc. Đây là một chi lưu của sông Ussuri, và là sông duy nhất chảy ra từ hồ Khanka. Chiều dài của sông là từ 180 km đến 210 km (do đáy sông thay đổi hàng năm), và diện tích lưu vực sông là xấp xỉ 25.600 km². Dòng sông có một hệ động thực vật phong phú, có cả sen hồng trong lưu vực sông.